# Libjpeg
libjpeg是一个完全用C语言编写的处理JPEG图像数据格式的自由函式庫。它包含一个JPEG编解码器的算法实现，以及用于处理JPEG数据的多种实用程序。
该套软件采用C语言编写，并分发为附有源代码的自由软件，采用自定义的宽松（类BSD）自由软件许可证，权利要求为署名。原始版本由独立JPEG工作组（IJG）维护和发布。此外，也有数个提供额外特性的分叉（Fork）。
JPEG JFIF图像在万维网上被广泛使用。它可以调整压缩量级以实现文件大小与视觉质量之间的期望与权衡。

## 实用程序
下列实用程序随libjpeg提供：
- cjpeg和djpeg：用于JPEG与其他流行的图像文件格式之间的转换。
- rdjpgcom和wrjpgcom：用于在JPEG文件中插入和提取文字注释。
- jpegtran：用于在不同JPEG格式之间进行无损转换的工具。

### jpegtran

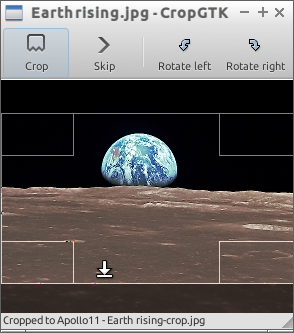
jpegtran無需重新編碼即可轉換JPEG數據(這裡有用戶界面CropGUI)

命令列介面 jpegtran提供了幾種功能，用於重新格式化和重新編碼DCT係數的表示，分別用於轉換實際圖像數據和丟棄JPEG文件中的輔助數據。 關於係數表示的變換包括：
- 優化JPEG文件的霍夫曼編碼層以增加壓縮。
- 漸進和順序JPEG格式之間的轉換。
- 霍夫曼和算术编码在熵編碼法層之間的轉換。[2][3][4]

這些轉變都是完全無損且可逆的。 對圖像數據的轉換包括：
- 消除某些圖像程序插入的非標準應用程序特定數據，
- 對文件執行某些轉換，例如：
  - 丟棄顏色通道（轉換為灰階），
  - 旋轉和翻轉（英语：flipped image）90度，
  - 裁剪圖像塊邊框（8×8或16×16像素），
  - 縮放[5]

這些是非破壞性資料壓縮並且對於保留的圖像數據是可逆的。重複轉檔時不重新壓縮現有資料解決重複編碼(修改)對資料進行二次壓縮導致多次量化失真的問題
有一个相关的Windows应用程序Jpegcrop （页面存档备份，存于）为“jpegtran”提供了一个用户界面。对于Linux等类Unix系统，自由的CropGUI （页面存档备份，存于）能提供类似功能。
许多程序基于IJG的代码支持JPEG无损转换功能，部分名单见Lossless Applications List （页面存档备份，存于）（英文）。

## 历史
独立JPEG工作组（IJG）的JPEG实现首次公开发布于7 October 1991，并在那是已相当完善。
开发主要由Tom Lane完成。
IJG的开源是其中一个主要的开源包，并且是JPEG标准的成功的关键。许多公司将其整合到各种产品中，如图像编辑器和网络浏览器。
版本5发布于1994年9月24日，整个代码库被重写。它引入了名为rdjpgcom和wrjpgcom的实用程序用于处理嵌入的文字注释。
版本6于2 August 1995到来，支持渐进JPEG和第一版jpegtran实用程序。

### 摘要
| 主版本 | 新增文件格式特性                   | 新增主记录项                                         | 参考资料                                                                  |
| ------ | ---------------------------------- | ---------------------------------------------------- | ------------------------------------------------------------------------- |
| 6      | 渐进式JPEG支持                     | progressive_mode ...                                 | ITU-T Recommendation T.81 ISO/IEC IS 10918-1                              |
| 7      | 算术编码支持                       | scale_num/scale_denom for compression (encoding) ... | ITU-T JPEG-Plus Proposal ...                                              |
| 8      | SmartScale （可变块大小）          | block_size/lim_Se etc.                               | Evolution of JPEG                                                         |
| 9      | 内部颜色转换 （FF F8 LSE扩展标记） | color_transform                                      | JPEG 9 Lossless Coding InfAI JPEG Development Site （页面存档备份，存于） |

| 图例： | 舊版本 | 舊版本，仍被支援 | 当前版本 | 最新预览版本 | 未来版本 |

## 复刻
比较著名的复刻是libjpeg-turbo，它优化了执行的速度；还有mozjpeg，它的优化目标是更小的文件大小。除了这些以外，还有一个出自國際標準化組織（ISO）的libjpeg，其目的是所有JPEG 1标准的完整实现。

### libjpeg-turbo
libjpeg-turbo是libjpeg的一个复刻，它采用单指令流多数据流（SIMD）指令来加速JPEG编码和解码基础效率。许多项目现在使用libjpeg-turbo而不是libjpeg，包括流行的GNU/Linux发行版（Fedora、Debian、Mageia、OpenSUSE等）、Mozilla和Chrome。除了性能方面，部分项目也因它允许向后保留与旧的libjpeg v6b版本的ABI兼容性而选择使用libjpeg-turbo。libjpeg v7、v8和v9已打破与早期版本的ABI兼容性。
libjpeg-turbo可以配置为与libjpeg v7或v8 ABI兼容，但，但它并没有实现IJG近期发布的完整的功能集，包括SmartScale格式的扩展名。因此，通过libjpeg v8和之后版本创建的SmartScale文件将不能被libjpeg-turbo正确解压。

### mozjpeg
mozjpeg是由Josh Aas和其他Mozilla Research人员完成的libjpeg-turbo的一个复刻。它旨在通过减少文件大小（约10%）来加快网页的加载时间，以及在不改变图像质量的前提下提高编码效率。为达到此目的，它在编码（不对称）方面使用更多处理能力，同时保持与JPEG标准的完全兼容性，不需要在解码器侧做任何改变。它实际通过优化霍夫曼编码树完成。
除了libjpeg-turbo，mozjpeg版本也建立在jpegcrush之上，这是Loren Merritt编写的一个Perl脚本。